# Periglischrus
Genre
Periglischrus est un genre d'acariens de la famille des Spinturnicidae. Les espèces de ce genre parasitent les chauves-souris de la famille des Phyllostomidae, et vivent sur les ailes de leurs hôtes.

## Liste d'espèces
En 2001, Juan B. Morales-Malacara compte que plus d'une vingtaine d'espèces ont été décrites, dont :
- Periglischrus acutisternus Machado-Allison, 1964
- Periglischrus caligus Kolenati, 1857
- Periglischrus cubanus Dusbábek, 1968
- Periglischrus delfinadoae Dusbábek, 1968
- Periglischrus dusbabeki Machado-Allison & Antequera, 1971
- Periglischrus eurysternus Morales-Malacara & Juste, 2002
- Periglischrus gameroi Machado-Allison & Antequera, 1971
- Periglischrus grandisoma Herrin & Tipton, 1975
- Periglischrus herrerai Machado-Allison, 1965
- Periglischrus hopkinsi Machado-Allison, 1965
- Periglischrus iheringi (Oudemans, 1902)
- Periglischrus leptosternus Morales-Malacara & Lopez-Ortega, 2001
- Periglischrus micronycteridis Furman, 1966
- Periglischrus ojastii Machado-Allison, 1964
- Periglischrus paracaligus Herrin & Tipton, 1975
- Periglischrus paracutisternus Machado-Allison & Antequera, 1971
- Periglischrus paratorrealbai Herrin & Tipton, 1975
- Periglischrus paravargasi Herrin & Tipton, 1975
- Periglischrus parvus Machado-Allison, 1964
- Periglischrus ramirezi Machado-Allison & Antequera, 1971
- Periglischrus steresotrichus Morales-Malacara & Juste, 2002
- Periglischrus thomasi (Machado-Allison, 1965)
- Periglischrus tonatii Herrin & Tipton, 1975
- Periglischrus torrealbai Machado-Allison, 1964
- Periglischrus vargasi Hoffmann, 1944